# Ossi Laaksonen
Ossi Kalevi Laaksonen  (* 27. Juni 1936 in Lahti; † 5. Juni 2016 ebd.) war ein finnischer Skispringer.

## Werdegang
Laaksonen war in seiner Jugend sowohl für Lahden Mailaveikoissa im Pesäpallo als auch für Lahden Hiihtoseura im Skisport aktiv. Später fokussierte er sich auf das Skispringen. Laaksonen erzielte seine erste internationale Podestplatzierung im Alter von 17 Jahren als Dritter bei den Salpausselkä-Skispielen 1954 in seiner Heimatstadt Lahti. Zwei Wochen später flog Laaksonen bei der Skiflug-Woche in Planica 109,5 Meter weit und sicherte sich den Sieg vor Jack Alfredsen und Hemmo Silvennoinen. In der Saison 1954/55 gelangen ihm zwei Tagessiege bei der Schweizer Springertournee, die er auf dem fünften Platz der Gesamtwertung abschloss. Zudem wurde er erneut Dritter bei den Salpausselkä-Skispielen. Zum Saisonabschluss belegte er beim traditionsreichen Holmenkollen-Skifestival in Oslo den 17. Platz.
Bei der internationalen Wintersportwoche im Februar 1957 in Garmisch gewann Laaksonen den Skisprungwettbewerb. Dabei verwies er den Weltklasse-Springer Helmut Recknagel sowie Holger Karlsson und Andreas Däscher auf die Ränge hinter ihm. Im weiteren Karriereverlauf gelangen ihm 1960 in Harjavalta und ein Jahr später in Bear Mountain weitere internationale Siege, zudem sprang er mehrmals aufs Podest – unter anderem Anfang März 1960 beim „Volksstimme“-Pokal in Oberwiesenthal. Die Skiflug-Woche 1962 auf dem Kulm beendete er auf Rang 29. Anschließend sind keine weiteren Wettbewerbs-Teilnahmen dokumentiert.

## Erfolge

### Internationale Siege im Einzel
| Nr. | Datum            | Ort                    | Typ           |
| --- | ---------------- | ---------------------- | ------------- |
| 1.  | 14. März 1954    | Planica                | Flugschanze   |
| 2.  | 30. Januar 1955  | Unterwasser            | Normalschanze |
| 3.  | 1. Februar 1955  | St. Moritz             | Großschanze   |
| 4.  | 3. Februar 1957  | Garmisch-Partenkirchen | Großschanze   |
| 5.  | 28. Februar 1960 | Harjavalta             | Normalschanze |
| 6.  | 29. Januar 1961  | Bear Mountain          | Normalschanze |

### Schweizer-Springertournee-Platzierungen
| Saison | Platz | Punkte |
| ------ | ----- | ------ |
| 1955   | 05.   | 828,9  |

### Schanzenrekorde
| Ort               | Schanze        | Weite  | aufgestellt am  | Rekord bis |
| ----------------- | -------------- | ------ | --------------- | ---------- |
| Cortina d’Ampezzo | Italia-Schanze | 78,0 m | 1952            | —          |
| St. Moritz        | Olympiaschanze | 73,0 m | 1. Februar 1955 | 1963       |
| Arosa             | Plessurschanze | 73,0 m | 3. Februar 1955 | ?          |